# Liste öffentlicher Bücherschränke im Landkreis Rastatt
In der Liste öffentlicher Bücherschränke im Landkreis Rastatt sind öffentliche Bücherschränke für Orte, die zum Landkreis Rastatt in Baden-Württemberg gehören, aufgeführt. Sie ist primär nach Orten sortiert, unabhängig davon, ob es sich um Ortsteile, Gemeinden oder Städte handelt. Der Artikel ist Teil der übergeordneten Liste öffentlicher Bücherschränke in Baden-Württemberg. Ein öffentlicher Bücherschrank ist ein Schrank oder schrankähnlicher Aufbewahrungsort mit Büchern, der dazu dient, Bücher kostenlos, anonym und ohne jegliche Formalitäten zum Tausch oder zur Mitnahme anzubieten. Die Liste erhebt keinen Anspruch auf Vollständigkeit.

## Öffentliche Bücherschränke im Landkreis Rastatt
Derzeit sind im Landkreis Rastatt 14 öffentliche Bücherschränke erfasst (Stand: 24. April 2025):
| Bild | Ausführung            | Ort          | Seit           | Anmerkung | Geokoordinaten                                   |
| ---- | --------------------- | ------------ | -------------- | --- | ------------------------------------------------ |
|      | Bücherschrank         | Bietigheim   |                | Bücherschrank Bietigheim am Blue | ⊙ Badenstraße 10                                 |
|      | Bücherzelle           | Bühl-Neusatz | 18. Apr. 2020  | Bücherzelle Ortsmitte Bühl-Neusatz | ⊙ Schwarzwaldstraße 47 Bushaltestelle am Rathaus |
|      | Bücherschrank         | Durmersheim  | 5. Aug. 2014   | Barrierefreier Zugang am Bickesheimer Platz | ⊙ Hauptstraße 151                                |
|      | Bücherschrank         | Freiolsheim  |                | Freiolsheim Maria-Hilf-Kirche | ⊙ Max-Hildebrandt-Straße 10                      |
|      | Bücherschrank         | Langenbrand  |                | öffentliche Bücherschrank in Langenbrand im Wartehäuschen der Bushaltestelle am Rathaus; Ergebnis des Engagements verschiedener Arbeitsgruppen | ⊙ Bushaltestelle am Rathaus                      |
|      | Bücherschrank         | Rastatt      | 2017           | Friedrich-Ebert-Straße/Ecke Ritterstraße | ⊙ Friedrich-Ebert-Straße                         |
|      | Gr. Telefonzelle      | Rastatt      | Juni 2019      | | ⊙ Rosenstr. Ecke Gartenstr.                      |
|      | Bücherregal           | Rastatt      | 10. Okt. 2019  | Öffnungszeiten des Seniorenbüros | ⊙ Herrenstraße 13                                |
|      | Schrank + Lesbank     | Rastatt      | Mai 2024       | | ⊙ Schließbrücke Murg SW-Ufer                     |
|      | Bücherschrank         | Selbach      | 2017           | offener Bücherschrank Selbach | ⊙ Brunnenstraße, Ecke Badenerstraße              |
|      | Bücherzelle           | Ottersweier  | 11. Nov. 2021  | Büchertausch und Hany-Ladestation vor dem Rathaus                                                                                              | ⊙ Ecke Laufer Straße/Friedhofststraße            |
|      | Bücherschrank         | Sinzheim     |                | Schrank im Foyer des Rathauses | ⊙ Marktplatz 1                                   |
|      | Bücherschrank         | Steinmauern  | 22. April 2025 | Steinmauern, im Erdgeschoss des Rathauses, während der üblichen Öffnungszeiten des Rathauses zugänglich                                        | ⊙Hauptstraße 82                                  |
|      | Bücherschrank MarLies | Steinmauern  | 25. Juni 2024  | Öffentlicher Bücherschrank in Steinmauern beim KleverHaus                                                                                      | ⊙Spichstraße 5                                   |

## Statistik
Für einen Vergleich zu den anderen Land- und Stadtkreisen Baden-Württembergs sowie zum Landesdurchschnitt siehe die Statistik öffentlicher Bücherschränke in Baden-Württemberg.